# Vườn quốc gia Gombe Stream
Vườn quốc gia Gombe Stream là một vườn quốc gia tại Tanzania. Ở đây bảo tồn loài tinh tinh. Vườn quốc gia này được thiết lập năm 1968, có diện tích 52 km2 rừng chạy dọc theo các đồi bờ đông của hồ Tanganyika., cách thủ phủ khu vực tây Tanzania Kigoma 20 km về phía bắc. Khu vực này có đặc trưng bởi các thung lũng dốc và cây rừng gồm đồng cỏ và tre núi đến rừng mưa nhiệt đới. Chỉ có thể tiếp cận được bằng thuyền, vườn quốc gia này nổi tiếng về nơi Jane Goodall tiên phong trong nghiên cứu hành vi tiến hành trên quần thể tinh tinh. Cộng đồng chimpanzee Kasakela, nổi bật trong nhiều sách và phim tài liệu, sinh sống ở vườn quốc gia Gombe Stream.
Tính đa dạng cao của Gombe Stream khiến nó là một điểm đến ngày càng phổ biến của du khách. Ngoài tinh tinh, các loài linh trưởng sinh sống ở Gombe Stream bao gồm khỉ đầu chó ô liu, khỉ đuôi đỏ và vervet monkeys. Vườn quốc gia cũng có hơn 200 loài chim và heo bụi rậm Cũng có 11 loài rắn, và đôi khi hà mã và báo hoa mai. Du khách đến vườn quốc gia này có thể đi bộ xuyên rừng ngắm tinh tinh cũng như bởi và bơi có ống thở ở hồ Tanganyika với 100 loài cá cichlidae.